# Florian Wichłacz

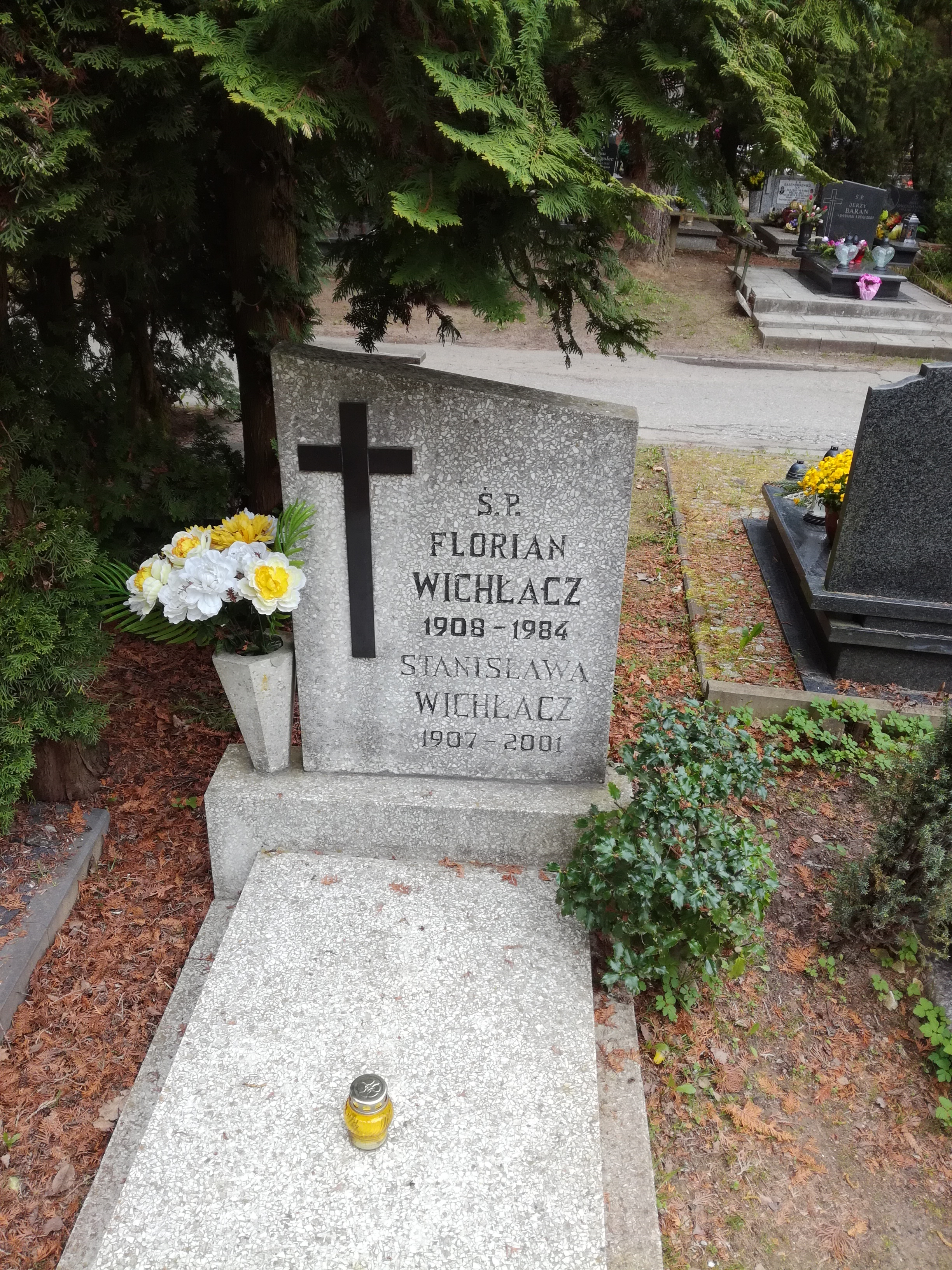
Grób Floriana Wichłacza na gdańskim cmentarzu Łostowickim

Florian Wichłacz (ur. 31 marca 1908 w Bydgoszczy, zm. 18 maja 1984 w Gdańsku) – polski nauczyciel, działacz społeczny i polityk, poseł na Sejm PRL II, III, IV, V i VI kadencji.

## Życiorys
Pochodził z rodziny kolejarskiej, był synem Wawrzyńca i Katarzyny z domu Wojciechowskiej. W kwietniu 1914 podjął edukację w niemieckiej szkole powszechnej w Bydgoszczy, którą w lutym 1920 przekształcono w szkołę ćwiczeń Państwowego Seminarium Nauczycielskiego w Bydgoszczy. Ukończył ją w 1922 i kontynuował naukę w SN, którego absolwentem został w czerwcu 1927. Od sierpnia tego samego roku do lipca 1930 pracował w szkole podstawowej w Bydgoszczy. Działał w Towarzystwie Czytelni Ludowych i w Stowarzyszeniu Chrześcijańsko-Narodowym Nauczycielstwa Szkół Powszechnych. W kwietniu 1930 zdał drugi egzamin pedagogiczny. zaś w latach 1929–1935 pracował w Szkole Polskiej w Zakrzewie. Działał tam m.in. w Kongregacji Mariańskiej. Po przeniesieniu, od sierpnia 1935 uczył w Szkole Polskiej w Postolinie. W 1937 ukończył eksternistycznie Wyższy Kurs Nauczycielski w Poznaniu, uzyskując wykształcenie półwyższe. Działał w organizacjach polonijnych i współpracował z polską prasą.
W sierpniu 1939 został aresztowany przez Gestapo. Osadzono go w więzieniu w Sztumie, a podczas II wojny światowej więziono w obozach koncentracyjnych w Hohenbruch, Stutthofie, Sachsenhausen i Mauthausen-Gusen (w którym przebywał do maja 1945, należąc do ruchu oporu). Po powrocie z Austrii latem tego samego roku organizował szkoły w Sztumskiej Wsi i Postolinie, do 1956 pełniąc funkcję kierownika.
Posiadając wcześniej poglądy chadeckie i prosanacyjne, pod wpływem wojny przyjął poglądy lewicowe. W 1947 wstąpił do Polskiej Partii Robotniczej, a w 1948 wraz z nią do Polskiej Zjednoczonej Partii Robotniczej. Od początku zasiadał w Powiatowej Radzie Narodowej w Sztumie. Był też przewodniczącym Gminnej Rady Narodowej w Sztumskiej Wsi. W latach 1947–1950 zasiadał w Radzie Naczelnej Polskiego Związku Zachodniego. Przez wiele lat zajmował stanowisko prezesa zarządu powiatowego Związku Nauczycielstwa Polskiego w Sztumie. Pełnił także funkcje sekretarza podstawowej organizacji partyjnej PZPR w Postolinie, instruktora powiatowego Towarzystwa Wiedzy Powszechnej oraz powiatowego inspektora szkolenia ideologicznego ZNP. W latach 1956–1957 przewodniczył prezydium PRN w Sztumie. W 1957 przeniósł się do Gdańska, gdzie był przewodniczącym Wojewódzkiego Komitetu Frontu Jedności Narodu. Zasiadał też w prezydium Rady Naczelnej Towarzystwa Rozwoju Ziem Zachodnich oraz był członkiem jego władz naczelnych. Na przełomie lat 50. i 60. zasiadał w prezydium Wojewódzkiej Rady Narodowej w Gdańsku.
W 1957, 1961, 1965, 1969 i 1972 uzyskiwał mandat posła na Sejm PRL w okręgu Tczew. Przez pięć kadencji zasiadał w Komisji Gospodarki Morskiej i Żeglugi (w kadencjach III i VI przewodniczący, w IV i V zastępca przewodniczącego). Ponadto członek Komisji Planu Gospodarczego, Budżetu i Finansów i Komisji Nadzwyczajnej Ziem Zachodnich (II kadencja), Komisji Komunikacji i Łączności i Komisji Spraw Wewnętrznych (III), Komisji Wymiaru Sprawiedliwości (IV), Komisji Handlu Zagranicznego i Komisji Mandatowo-Regulaminowej (V) oraz Komisji Nauki i Postępu Technicznego (VI).
W 1976 przeszedł na emeryturę. Działał jeszcze w Ogólnopolskim Komitecie Obrońców Pokoju oraz przewodniczył Zarządowi Wojewódzkiemu Ligi Ochrony Przyrody w Gdańsku.
Pochowany na cmentarzu Łostowickim w Gdańsku (104/2/23).

## Odznaczenia
- Order Sztandaru Pracy I klasy
- Order Sztandaru Pracy II klasy
- Krzyż Oficerski Orderu Odrodzenia Polski (1957)
- Srebrny Krzyż Zasługi (22 października 1955)[1]
- Medal 10-lecia Polski Ludowej (4 marca 1955)[2]
- Odznaka 1000-lecia Państwa Polskiego (1966)[3]
- Odznaka honorowa „Zasłużonym Ziemi Gdańskiej”
- Odznaka „Za Zasługi dla Gdańska”
- Medal „20-lecia Światowej Rady Pokoju” (1969)[4]